# Алгоритм НОД Лемера
Алгоритм НОД Лемера — названный в честь Деррика Генри Лемера быстрый алгоритм по поиску НОД, является улучшением более простого, но более медленного алгоритма Евклида. Он в основном используется для больших целых чисел, которые имеют представление в виде строки цифр относительно некоторой выбранной основы системы счисления, скажем, β = 1000 или β = 232.

## Алгоритм
Лемер отметил, что большинство частных с каждого шага части деления стандартного алгоритма невелики. (Например, Дональд Кнут заметил, что коэффициенты 1, 2 и 3 составляют 67,7% всех коэффициентов.) Эти небольшие частные могут быть идентифицированы только из нескольких начальных цифр. Таким образом, алгоритм начинается с разделения этих начальных цифр и вычисления последовательности частных, пока это правильно.
Скажем, мы хотим получить НОД из двух целых чисел a и b. Пусть a ≥ b.
- Если b содержит только одну цифру (в выбранной системе счисления, скажем, β = 1000 или β = 232), используйте какой-то другой метод, такой как алгоритм Евклида, чтобы получить результат.
- Если a и b отличаются по длине цифр, выполните деление так, чтобы a и b были равны по длине с длиной, равной m.
- Внешний цикл: Итерируйте, пока один из a или b не станет равным нулю:
  - Уменьшить m на единицу. Пусть x будет ведущей (самой значимой) цифрой в a, x = a div β m и y — начальная цифра в b, y = b div βm.
  - Инициализируйте 2 на 3 матрицу

{\displaystyle \textstyle {\begin{bmatrix}A&B&x\\C&D&y\end{bmatrix}}} к расширенной единичной матрице {\displaystyle \textstyle {\begin{bmatrix}1&0&x\\0&1&y\end{bmatrix}},}
и выполнить алгоритм Евклида одновременно на парах (x + A, y + C) и (x + B, y + D),
  - Вычислить коэффициенты w1 длинных делений (x + A) на (y + C) и w2 (x + B) на (y + D) соответственно. Также пусть w будет (не вычисленным) частным от текущего длинного деления в цепочке длинных делений алгоритма Евклида.

  -     - Заменить текущую матрицу

{\displaystyle \textstyle {\begin{bmatrix}A&B&x\\C&D&y\end{bmatrix}}}
матричным произведением
{\displaystyle \textstyle {\begin{bmatrix}0&1\\1&-w\end{bmatrix}}\cdot {\begin{bmatrix}A&B&x\\C&D&y\end{bmatrix}}={\begin{bmatrix}C&D&y\\A-wC&B-wD&x-wy\end{bmatrix}}}
согласно матричной формулировке расширенного алгоритма Евклида.
    - Если B ≠ 0, перейти к началу внутреннего цикла.

  - Если B = 0, мы достигли «тупика»; выполните нормальный шаг алгоритма Евклида с помощью a и b и перезапустите внешний цикл.
  - Установите a в aA + bB и b в Ca + Db (снова одновременно). Это применяет шаги евклидова алгоритма, которые были выполнены с начальными цифрами в сжатой форме, к длинным целым числам a и b. Если b ≠ 0, переходите к началу внешнего цикла.